# Television Malta
Television Malta (TVM; maltesisch Televixin Malta) ist ein Fernsehprogramm der Public Broadcasting Services (PBS).

## Geschichte

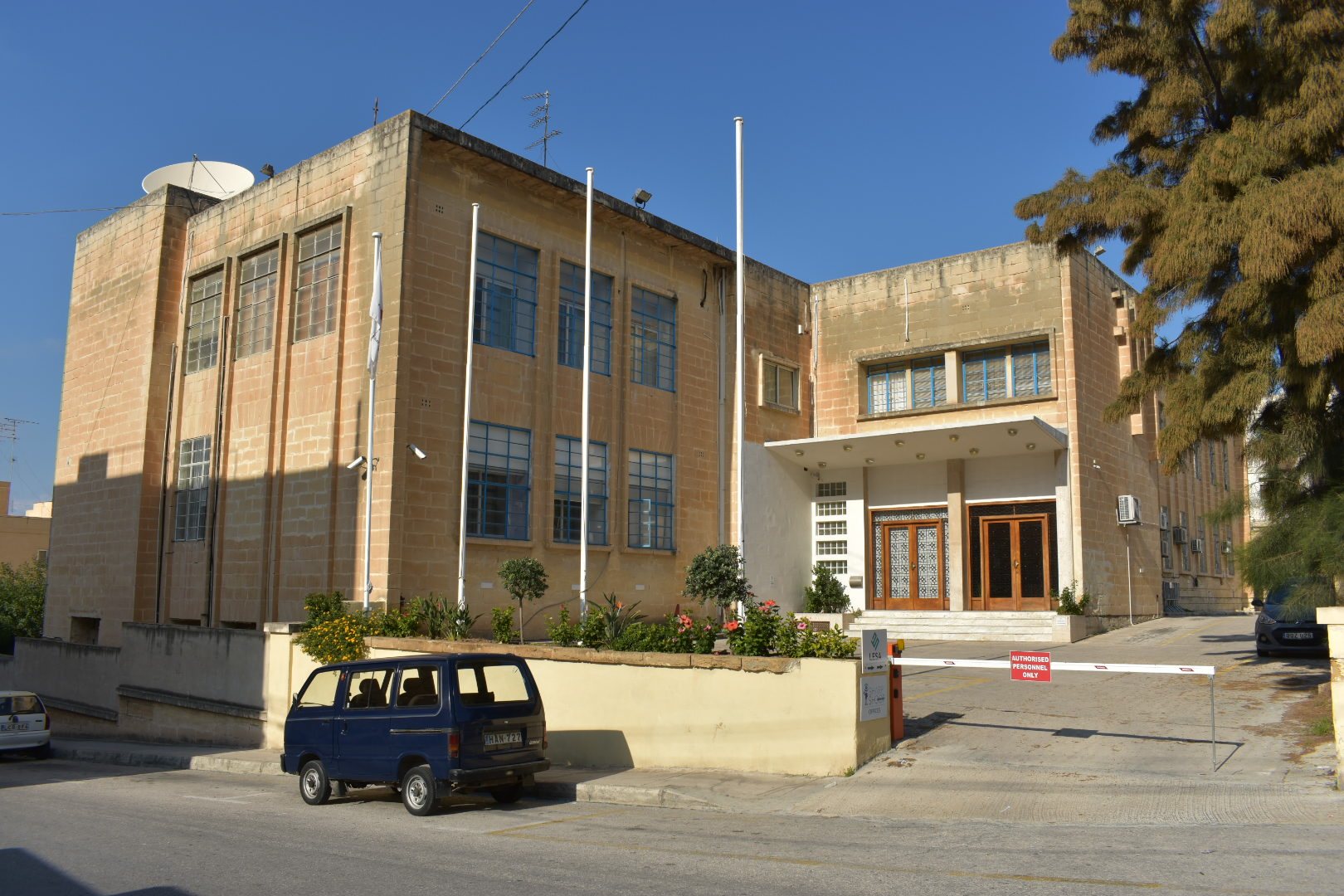
Television House, Sitz von TVM (2017)

TVM startet seinen Sendebetrieb am 29. September 1962 als erster maltesischer Fernsehsender. Bis zu diesem Zeitpunkt konnten lediglich das Fernsehprogramm Siziliens empfangen werden.
Im Oktober 2011 kündigte PBS eine Überarbeitung der TVM-Marke an, um den 50. Jahrestag seit der Gründung zu feiern. Das neue Branding ist eine Hommage an frühere TVM-Identitäten und nutzt auch das Malteserkreuz.
Seit dem 8. März 2012 wird das Programm von Television Malta auch in HD ausgestrahlt.

## Programm
TVM sendet eine Mischung aus Nachrichten, Sport, Unterhaltung, Magazinen und Kinderprogrammen. Die Finanzierung erfolgt durch staatliche Zuschüsse und Werbung. Die meisten auf TVM ausgestrahlten Programme werden zugekauft. Die meisten Programme werden auf Maltesisch ausgestrahlt, die Malteser sprechen jedoch sowohl Maltesisch als auch Englisch, sodass auch englischsprachige Programme produziert werden.

### Nachrichten
Die Nachrichtensendungen TVMs sind die einzigen Nachrichtensendungen Maltas die nicht von einer politischen Partei produziert bzw. finanziert werden. Die beiden anderen maltesischen Sender One bzw. NET sind im Besitz der Partit Laburista bzw. der Partit Nazzjonalista.